# Добро (глаголица)
Ⰴ, ⰴ (добро, ст.‑слав. ⰴⱁⰱⱃⱁ / добро, хорв. ⰴⱁⰱⱃⱁ / dobro) — пятая буква глаголического алфавита, использовавшегося для записи старославянского и хорватского языков.

## Использование
Обозначала звук [d], соответствовала кириллической букве Д (добро). В глаголической системе счисления обозначала число 5.

## Происхождение
Гранстрем сравнивала глаголическую добро с древней формой знака зодиака Льва (♌︎), а также знаком, встречающимся в греческих магических текстах начиная с IV века н. э., и символом для β в греческом криптографическом алфавите.

## Начертание
В Киевских листках буква напоминает стилизованную греческую минускульную дельту (δ).

## Кодировка
Заглавная и строчная формы глаголической буквы добро были добавлены в Юникод в версии 4.1 в блок «Глаголица» (англ. Glagolitic) под шестнадцатеричными кодами U+2C04 и U+2C34 соответственно.
Надстрочная формы буквы была закодирована в блоке Юникода «Дополнение к глаголице» (англ. Glagolitic Supplement) в версии 9.0, вышедшей 21 июня 2016 года, под кодом U+1E004.